# Stipa hirticulmis
Stipa hirticulmis är en gräsart som beskrevs av S.L.Hatch, Valdés-reyna och Morden. Stipa hirticulmis ingår i släktet fjädergrässläktet, och familjen gräs. Inga underarter finns listade i Catalogue of Life.